# Edward Everett Hale

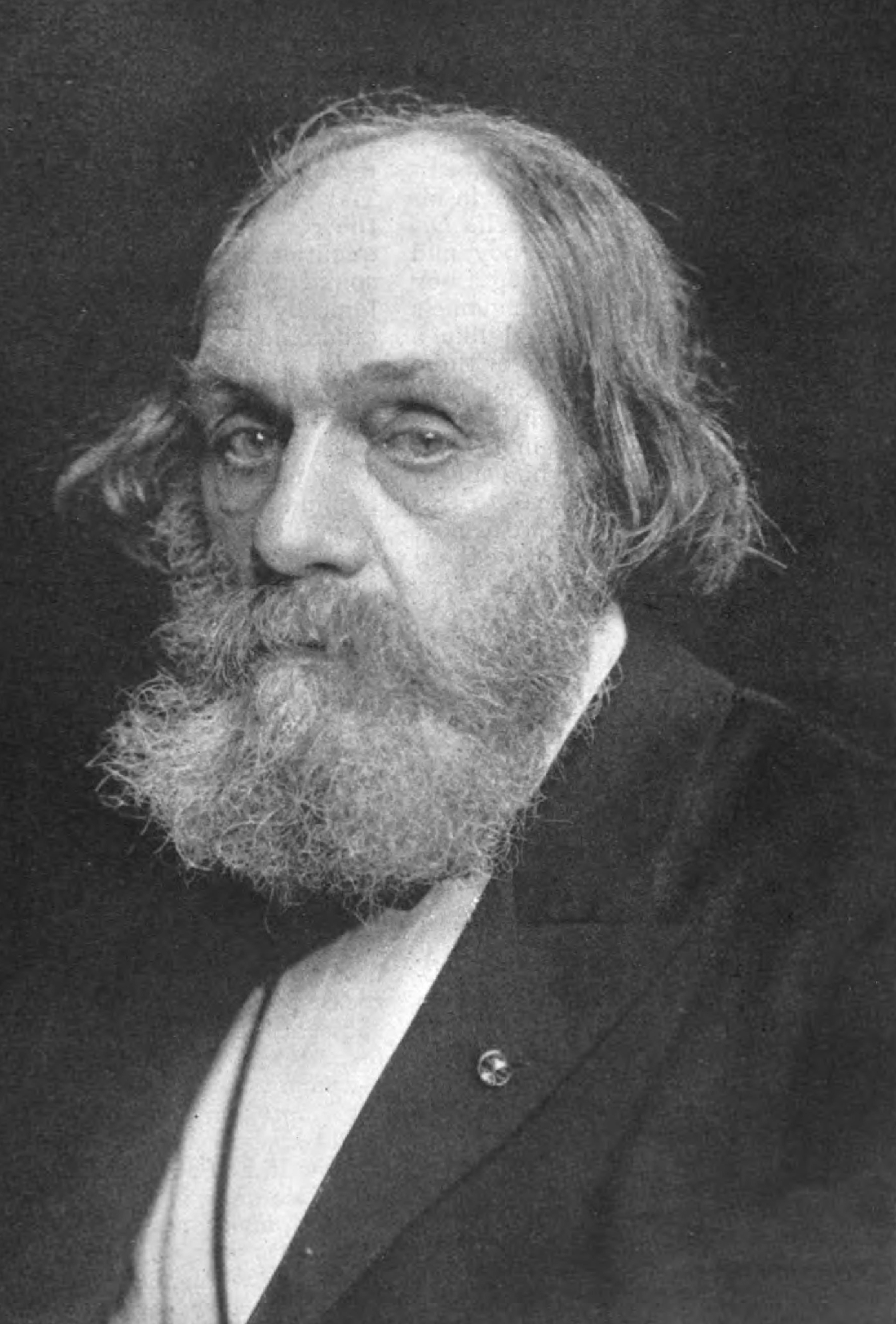
Edward Everett Hale

Edward Everett Hale (1822–1909) – amerykański pisarz, publicysta, historyk, wydawca, duchowny unitariański i działacz społeczny. Jego dalekim krewnym był Nathan Hale, kapitan Armii Kontynentalnej w czasie wojny o niepodległość Stanów Zjednoczonych, uznawany za bohatera narodowego i zarazem pierwszego szpiega w historii USA.

## Twórczość literacka
Hale był autorem pierwszej w historii koncepcji utworzenia sztucznego satelity Ziemi i zarazem pierwszej stacji kosmicznej. Swój pomysł przedstawił w noweli science-fiction pt. „The Brick Moon” (ang. „Ceglany księżyc”), opublikowanej w trzech częściach w roku 1869 w amerykańskim miesięczniku The Atlantic Monthly. Czwarta część pt. Life on the Brick Moon została opublikowana w tym samym czasopiśmie w 1870 r.
Jego najsłynniejszym utworem jest opowiadanie „The Man Without a Country”, które ekranizowane było w roku 1917 (niemy film), 1918 (niemy film pt. „My Own United States”) oraz w 1937.

## Poglądy
Hale był abolicjonistą i liberalnym duchownym. W czasie wojny secesyjnej popierał Unię, czego wyraz dał w opowiadaniu „The Man Without a Country”. Opowiadał się za zwiększeniem dostępu społeczeństwa do edukacji. Wspierał ruch edukacyjny osób dorosłych Chautauqua. W swoich publikacjach propagował reformy społeczne i tolerancję religijną.